# حديقة سانسوسي
حديقة سانسوسي هي حديقة كبيرة تحيط بقصر سانسوسي في بوتسدام، ألمانيا. بعد الانتهاء من بناء حديقة القصر وإكمال القصر، ضم المناطق المحيطة في ساحة القصر للمخطط. أُنشئ حديقة زهور باروكية مع مروج وحديقة منزلية وأشجار. زُرعت 3000 شجرة فاكهة. احتوت الصوبات الزراعية في العديد من المشاتل على البرتقال والبطيخ والخوخ والموز. ووضِع تماثيل للآلهة فلورا وبومونا، واللذان يزينان مسلة وضعت بالمدخل من جهة المنتزه الشرقي.

## نظرة عامة

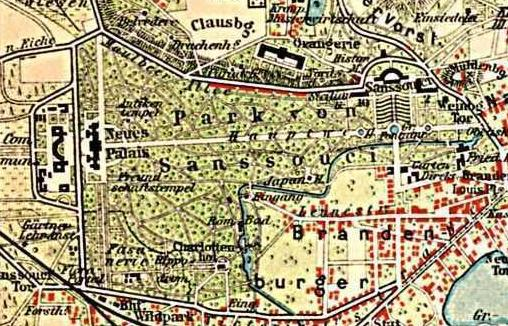
حديقة سانسوسي حوالي عام 1900

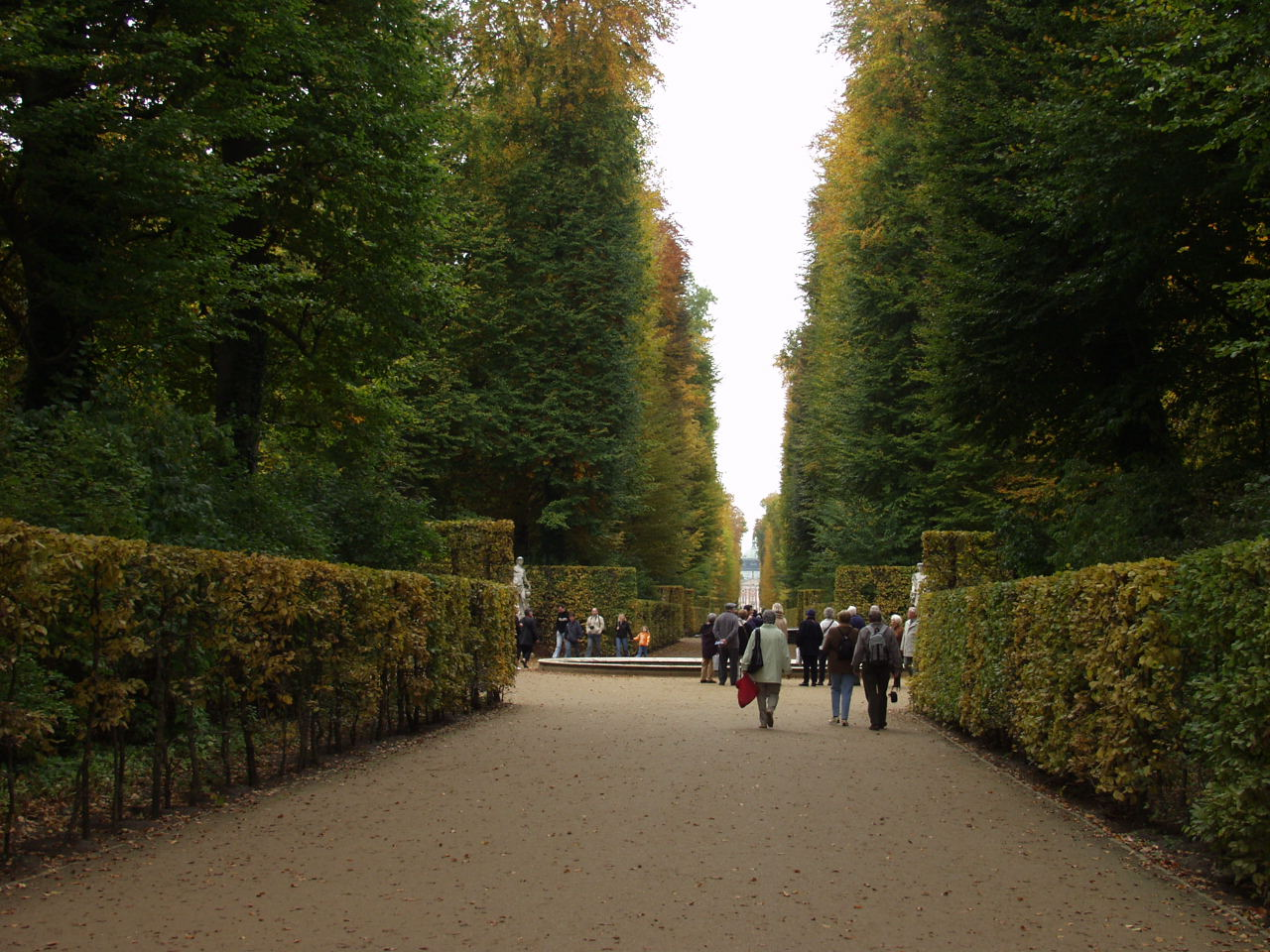
تحوطات الأشجار المقطوعة والأشجار في المدخل

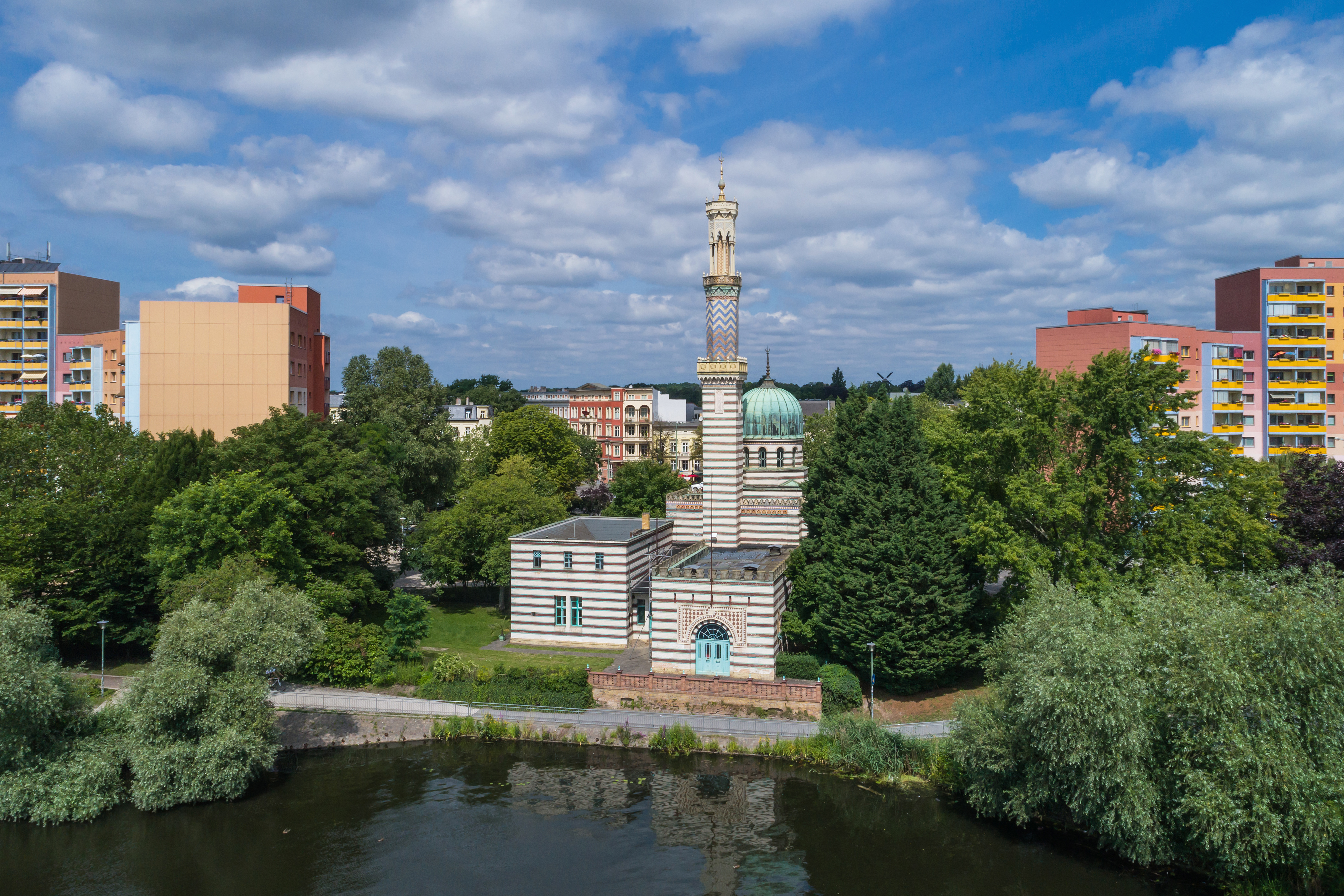
محطة ضخ مائية تشبه المسجد

أنشأت الحديقة منذ عام 1748 وحتي 1774 في محيط قصور سانسوسي في بوتسدام بألمانيا وذلك مع توسع الموقع بعد إنشاء المزيد من المباني .
فتم بناء شارع رئيسي طويل مستقيم. بدأ في الشرق في عام 1748 بوضع مسلة وعلى مر السنين امتدت الحديقة على طول الطريق إلى القصر الجديد، والذي يمثل نهاية الطريق في الغرب.
في عام 1764 ، تم إنشاء معرض الصور، ثم تلاه قصر الغرف الجديدة في عام 1774.و المحيطة بالقصر الأول ويفتح علية من خلال ممرات مع نوافير محاطة بالتماثيل الرخامية. و تؤدي المسارات واللتي علي شكل نجمة وبين أسوار طويلة إلى أجزاء أخرى من الحدائق.
كان فريدريك فولهالم الثاني ولي عهد بروسيا في ذلك الوقت قد بدأ في بناء قصور في نيوروبين وراينزبرج . وأثناء إقامته كولي للعهد في نيوروبين، حيث كان قائدًا للجيش من 1732 إلى 1735 ، فأمر بوضع حديقة للزهور والفواكه والخضروات في أراضي قصرة . مغيرا بذلك التنظيم الكلاسيكي للحدائق الباروكية في ذلك الوقت، وأخذ بنموذج حدائق قصر فرساي في فرنسا وكانت مجموعة القصور هدية من والده فريدريك ويليام الأول في عام 1734 ، فأمر بإنشاء حدائق فواكه وخضروات محاطة بتحوطات أشجار عالية.
عمل فريدريك بكثافة عل نظام نافورات حديقة سانسوسي الفريد في شكلة وأنشأ سحارة نبتون، التي تم الانتهاء منها في عام 1757 في الجزء الشرقي من الحديقة لأيصال المياة الي نوافير الحديقة غير أن السحارة لم تكن تعمل بالشكل المتوقع.
وبعد مائة عام تم أقامة مضخة مياة تعمل بالطاقة البخارية لتوصيل المياة من خزان مياه بوتسدام  وفي أكتوبر 1842 ، بدأ محرك بخاري بقوة 81.4 حصانًا تم بناؤه بواسطة أغسطس بورسيج في العمل وجعل مياة النافورة الكبرى أسفل شرفات مزارع الكروم ترتفع إلى ارتفاع 38 مترًا.
وقد تم بناء محطة ضخ في هافلبيشت خصيصًا لهذه الآلة. وأمر فريدريك ويليام الرابع المهندس لودفيغ بيرسيوس ببنائها بين عامي 1841 و 1843 ، وبنيت على الطراز المعماري المغاربي لتبدو مثل «مسجد تركي به مئذنة كمدخنة».
و كان قبل سنوات عديدة فريدريك ويليام الثالث قداستحوذ على منطقة تحيط بحديقة سانسوسي من الجنوب وأعطاها لابنه فريدريك ويليام الرابع في عيد الميلاد عام 1825. فقام كارل فريدريش شينكل ولودفيج بيرسيوس ببناء قصر شارلوتينهوف في موقع مزرعة سابق وتم تكليف بيتر جوزيف ليني بتصميم الحديقة. فقام مهندس الحديقة بتحويل الأراضي المسطحة والمستنقعات إلى حديقة ذات مناظر طبيعية مفتوحة. وخلقت المروج العريضة طرقًا مرئية بين شارلوتينهوف والحمامات الرومانية والقصر الجديد مع معبد الصداقة الذي تم تطويره في عهد فريدريك العظيم . ومع مجموعات من الشجيرات والأشجار موضوعة بشكل عرضي وخندق مائي تم توسيعه إلى بركة في نهاية الجزء الجنوبي الشرقي من الحديقة.
وأستخدم منسق الحدائق المواد التي تم حفرها لإنشاء البركة في تشكيل مناظر طبيعية لمنطقة التلال بحيث تلتقي المسارات على شكل نجوم عند المناطق العالية.
في 1990 تم ضم الحديقة إلي قائمة التراث العالمي لمنظمة اليونيسكو .

## المباني في حديقة سانسوسي
بني في عهد فريدريك العظيم :
- سانسوسي
- معرض صور
- نيو تشامبرز
- مغارة نبتون
- البيت الصيني
- قصر جديد
- معبد الصداقة
- المعبد العتيق
- مدخل المسلة

بني في عهد فريدريك ويليام الرابع :
- الحمامات الرومانية
- كنيسة السلام مع مجموعة المباني المجاورة

في منطقة سانسوسي المجاورة:
- مجموعة الآثار الفنية في ريوننبرج
- بلفيدير على كلاوسبرغ
- بيت التنين
- قصر أورانجيري أو أورانجيري الجديد في كلاوسبرج
- قصر شارلوتينهوف

## الأماكن الأخري القريبة والمثيرة للاهتمام
- الحديقة النباتية تأسست عام 1950
- البوابة الخضراء، بوتسدام، المدخل الرئيسي للحديقة
- الطاحونة التاريخية في سانسوسي

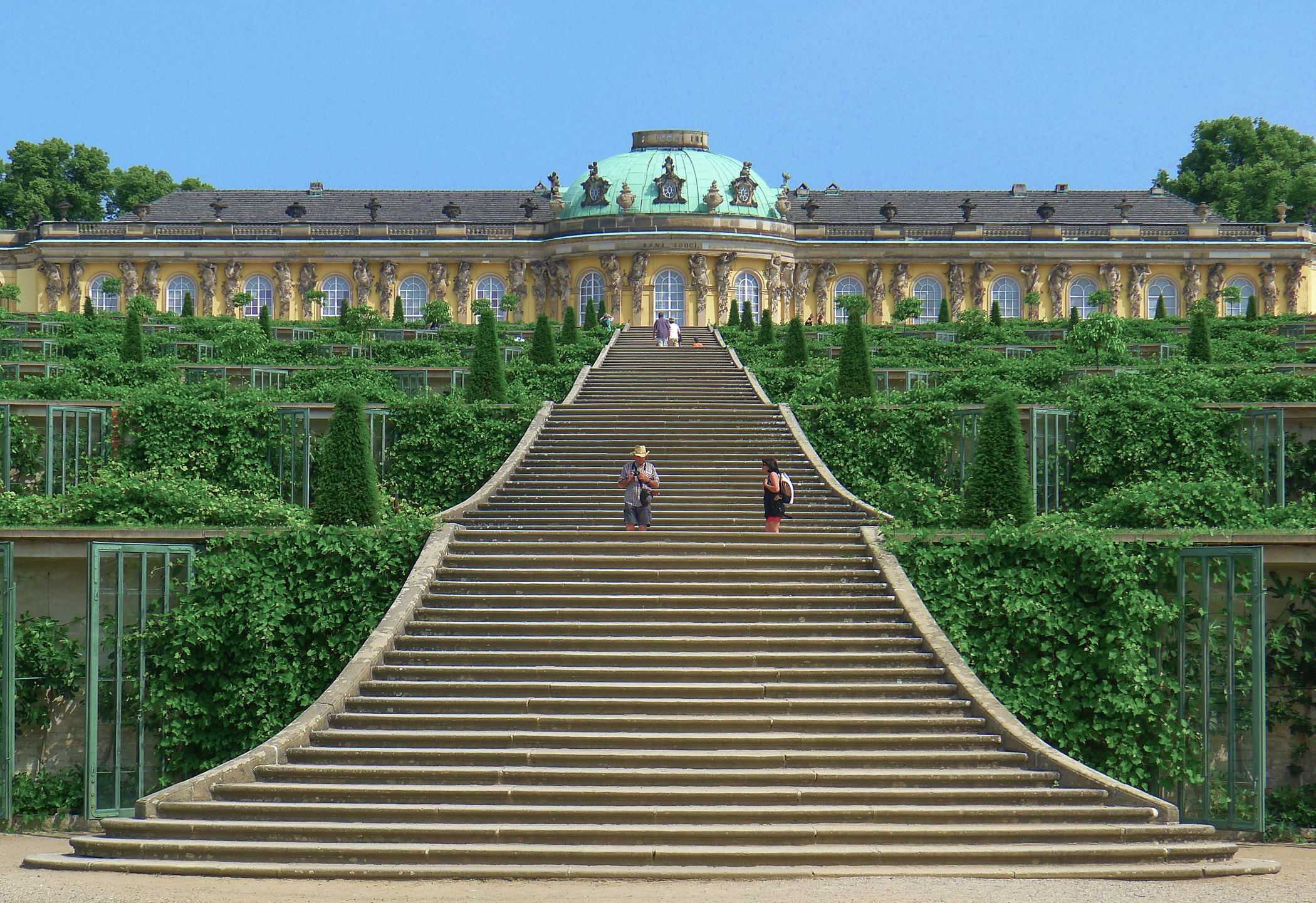
سانسوسي
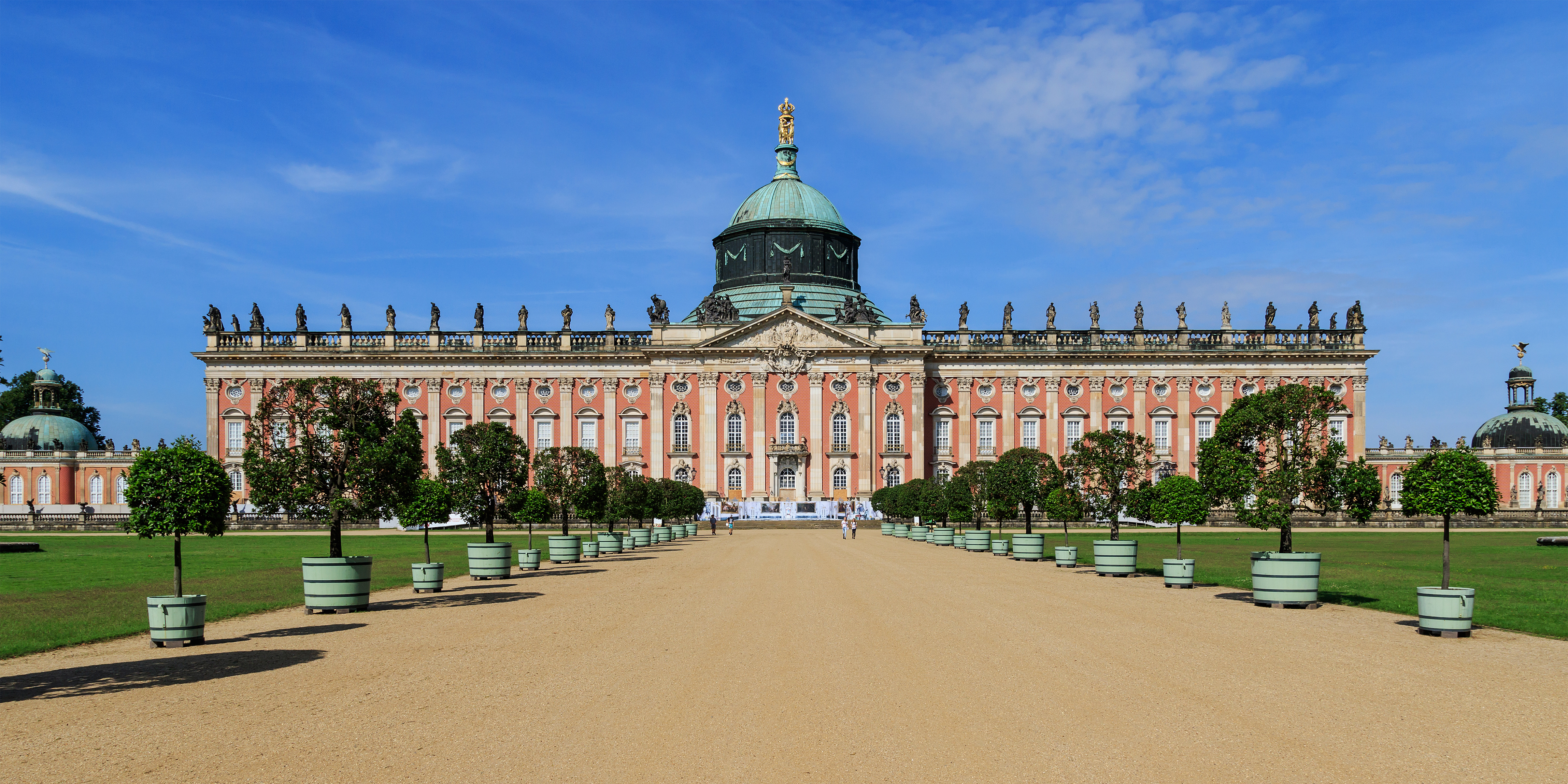
القصر جديد
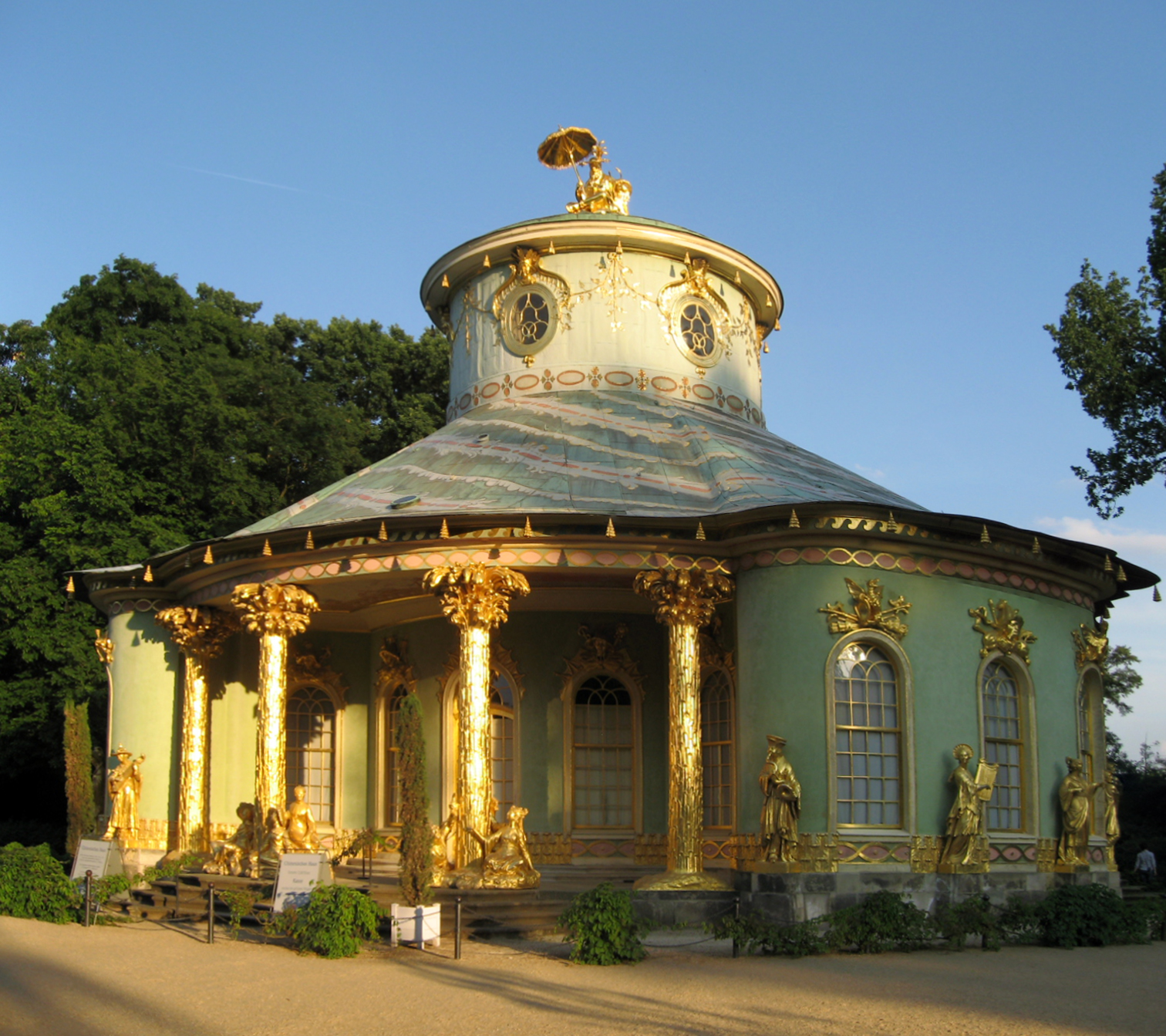
البيت الصيني  [لغات أخرى]‏
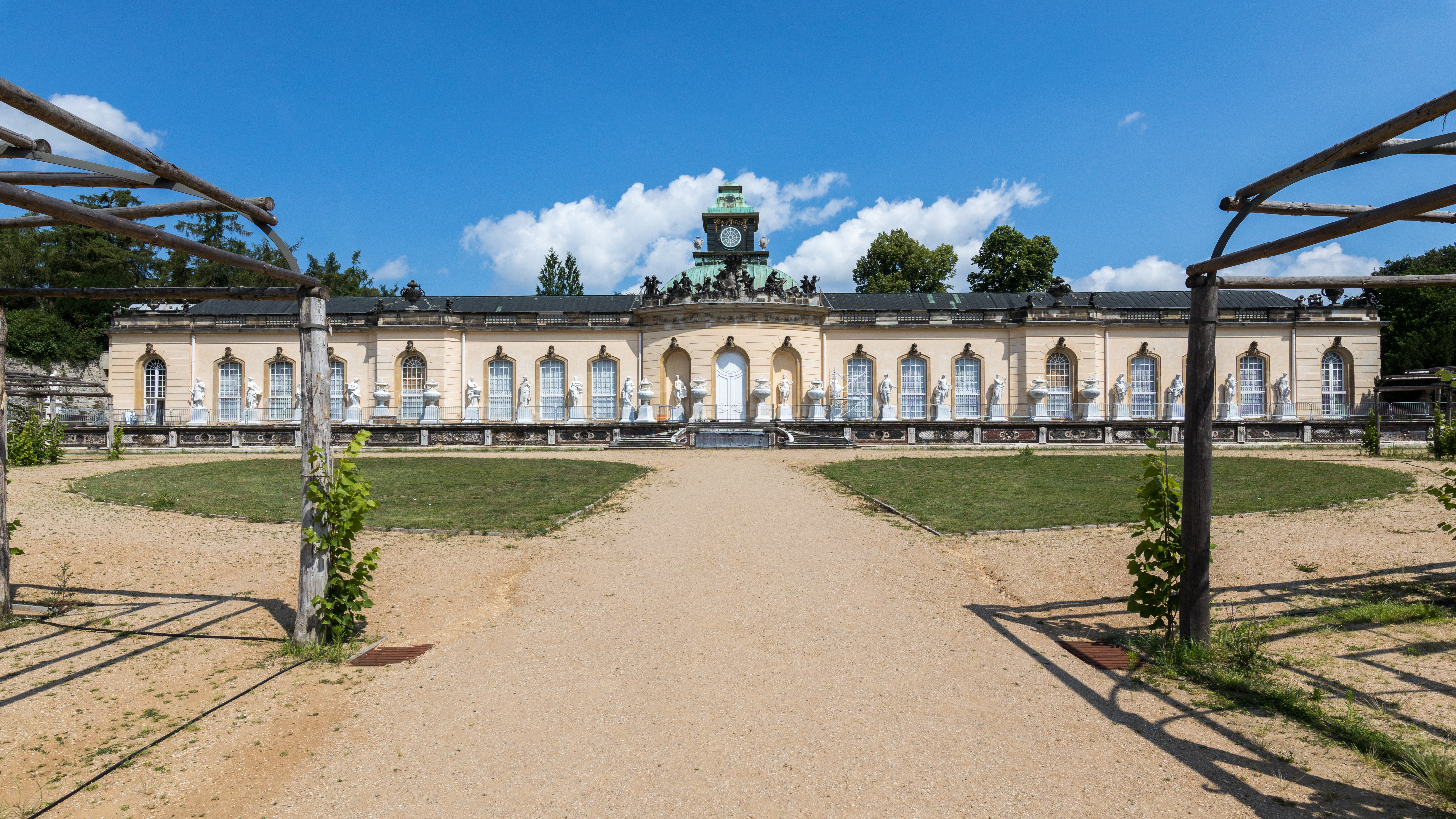
معرض الصور  [لغات أخرى]‏
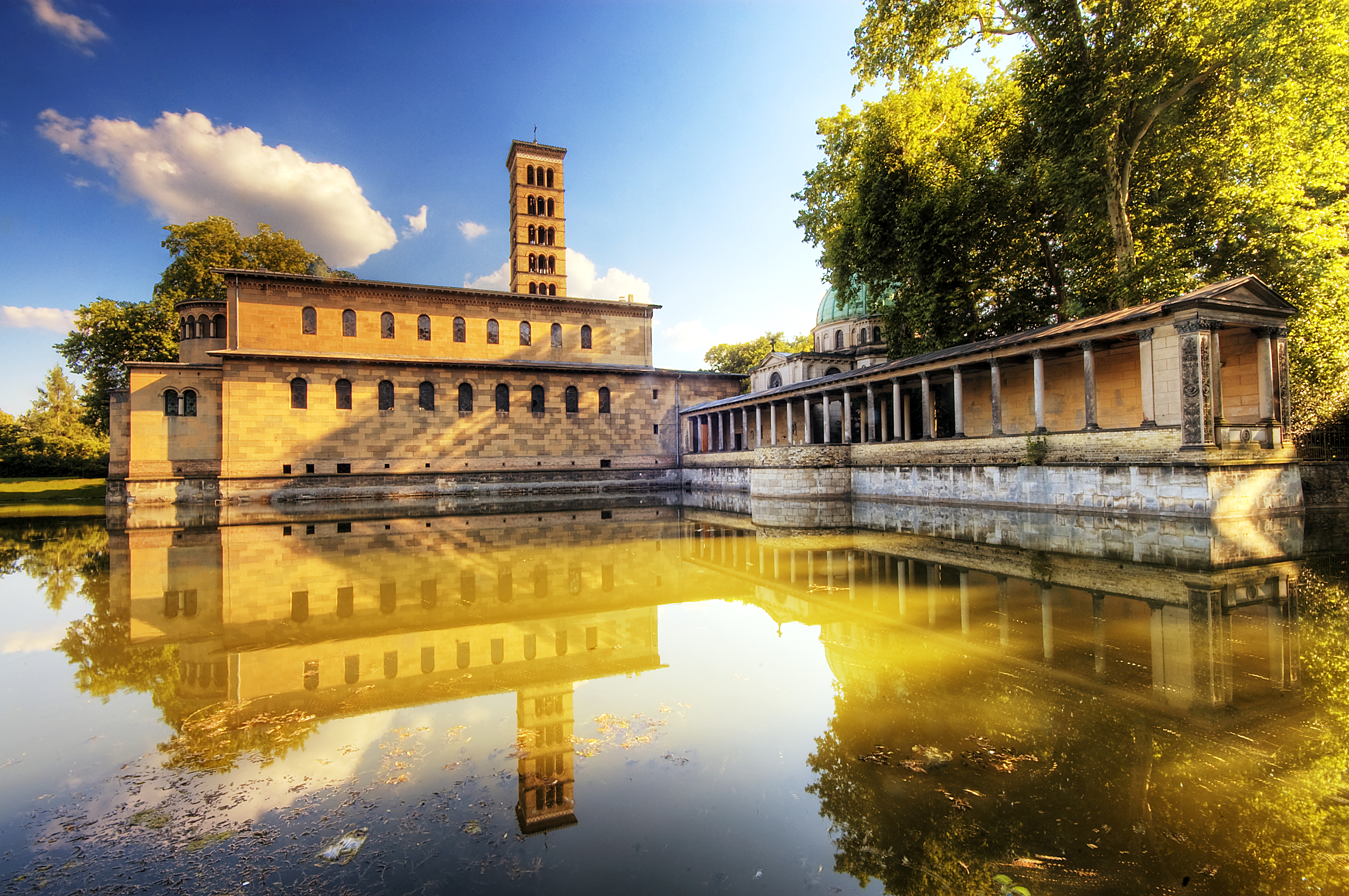
كنيسة السلام
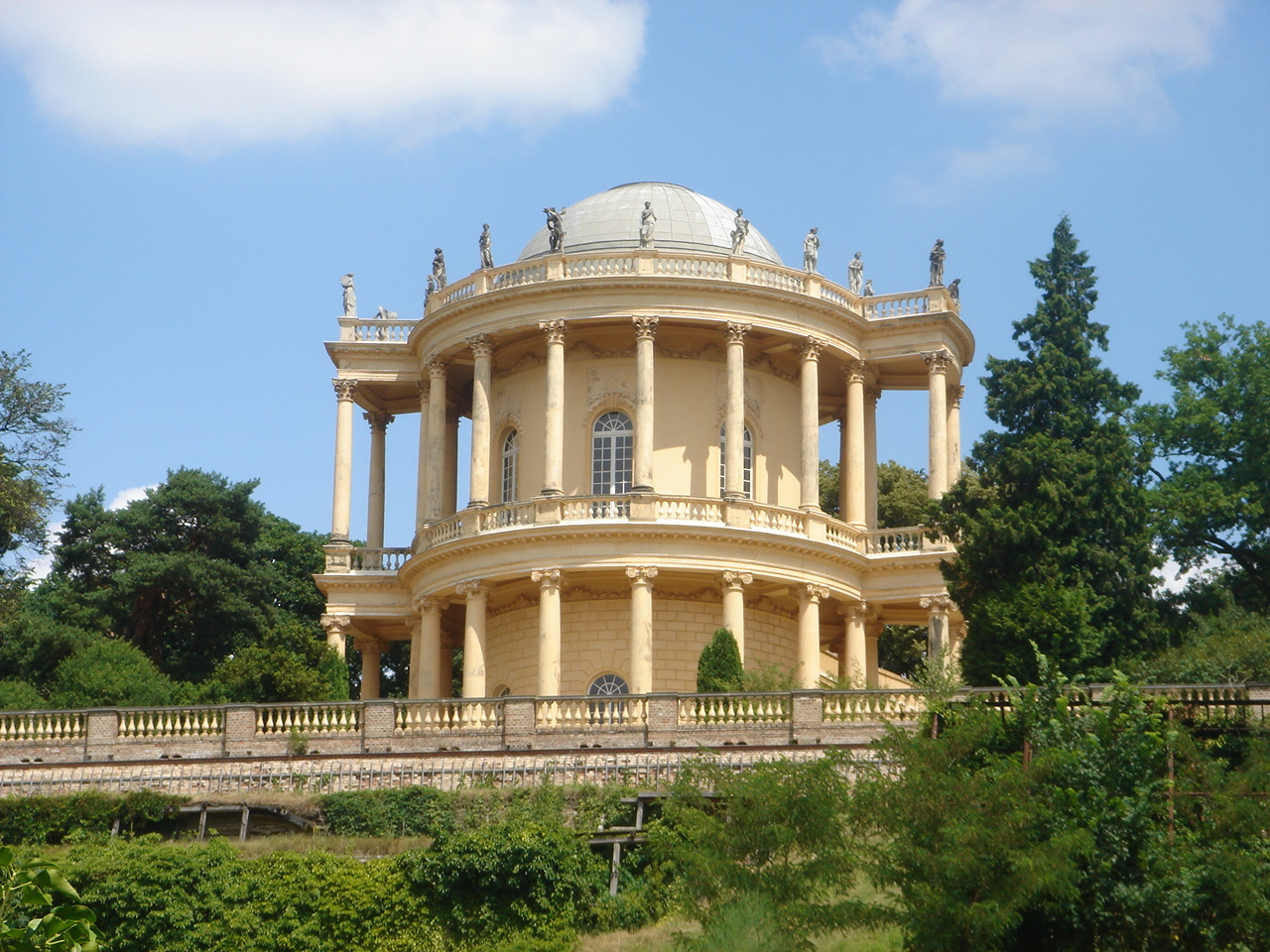
مطل على كلاوسبرغ
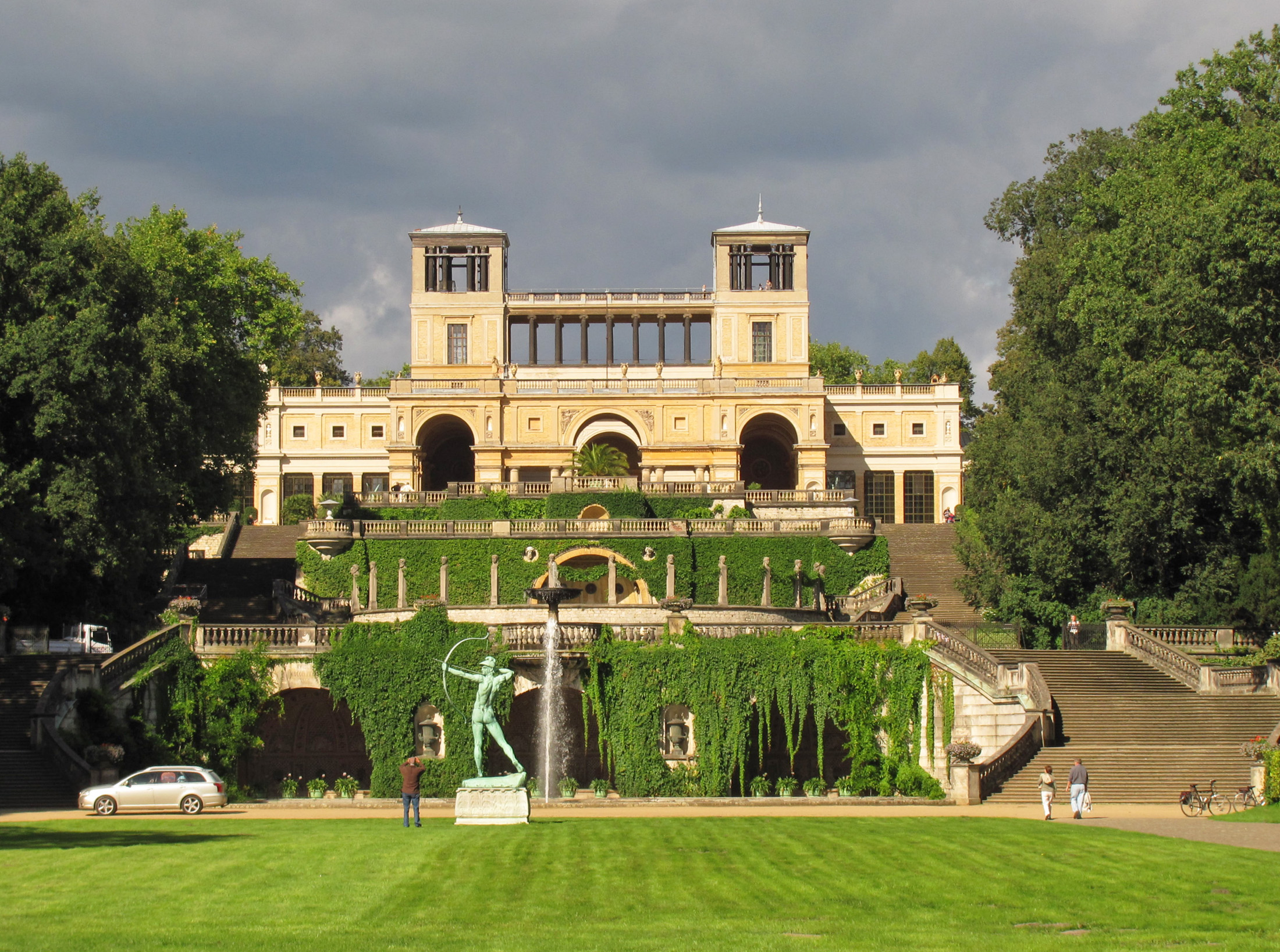
قصر أورانجري
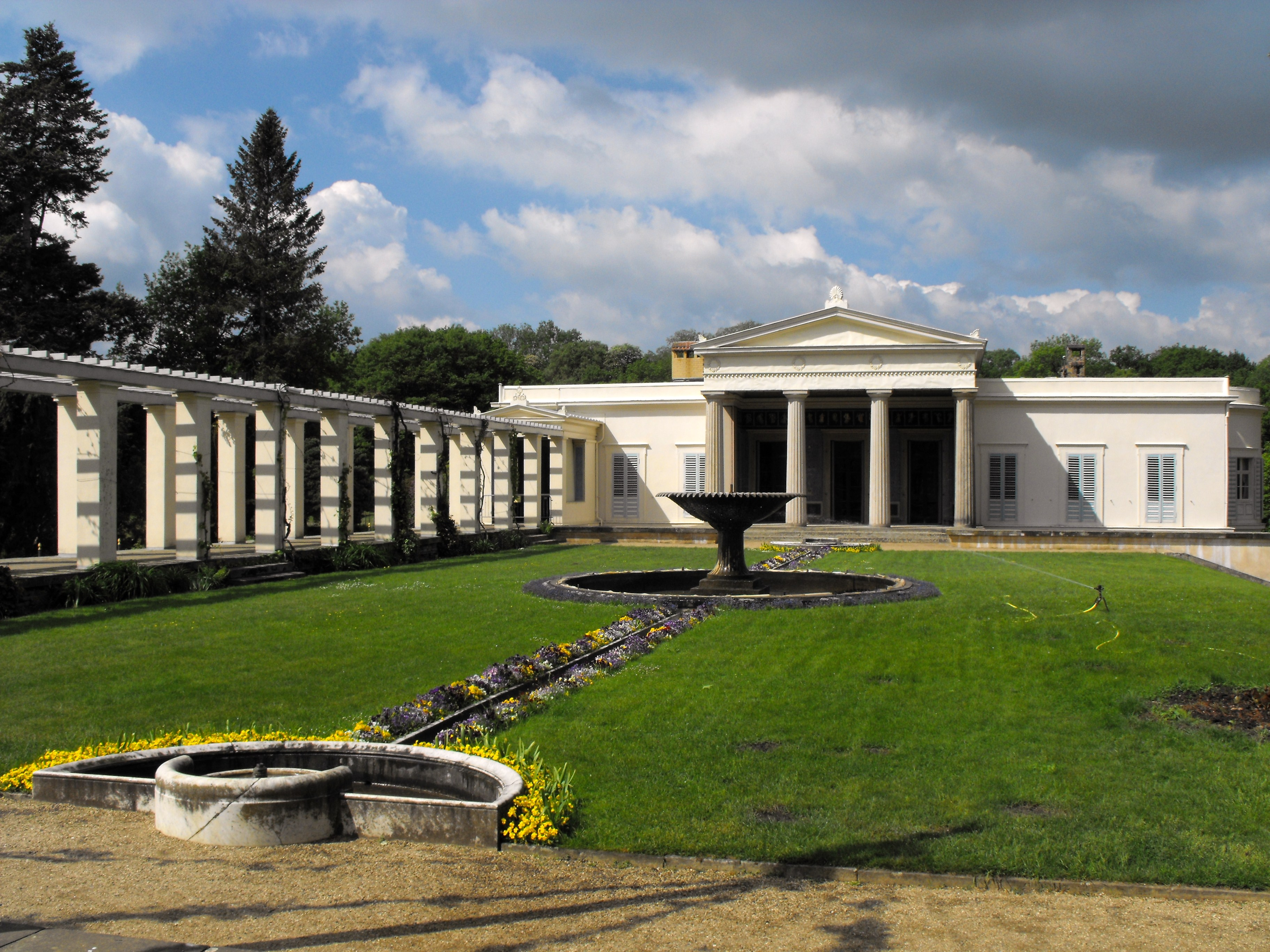
قصر شارلوتينهوف  [لغات أخرى]‏
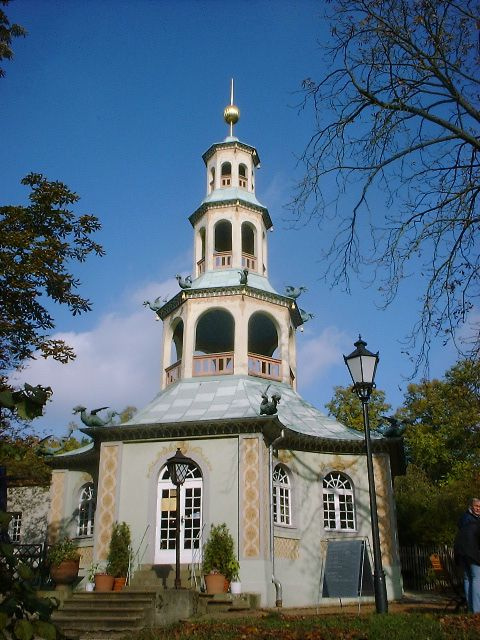
تم بناء بيت التنين بين عامي 1770 و 1772 على الحافة الشمالية لمتنزه سانسوسي.
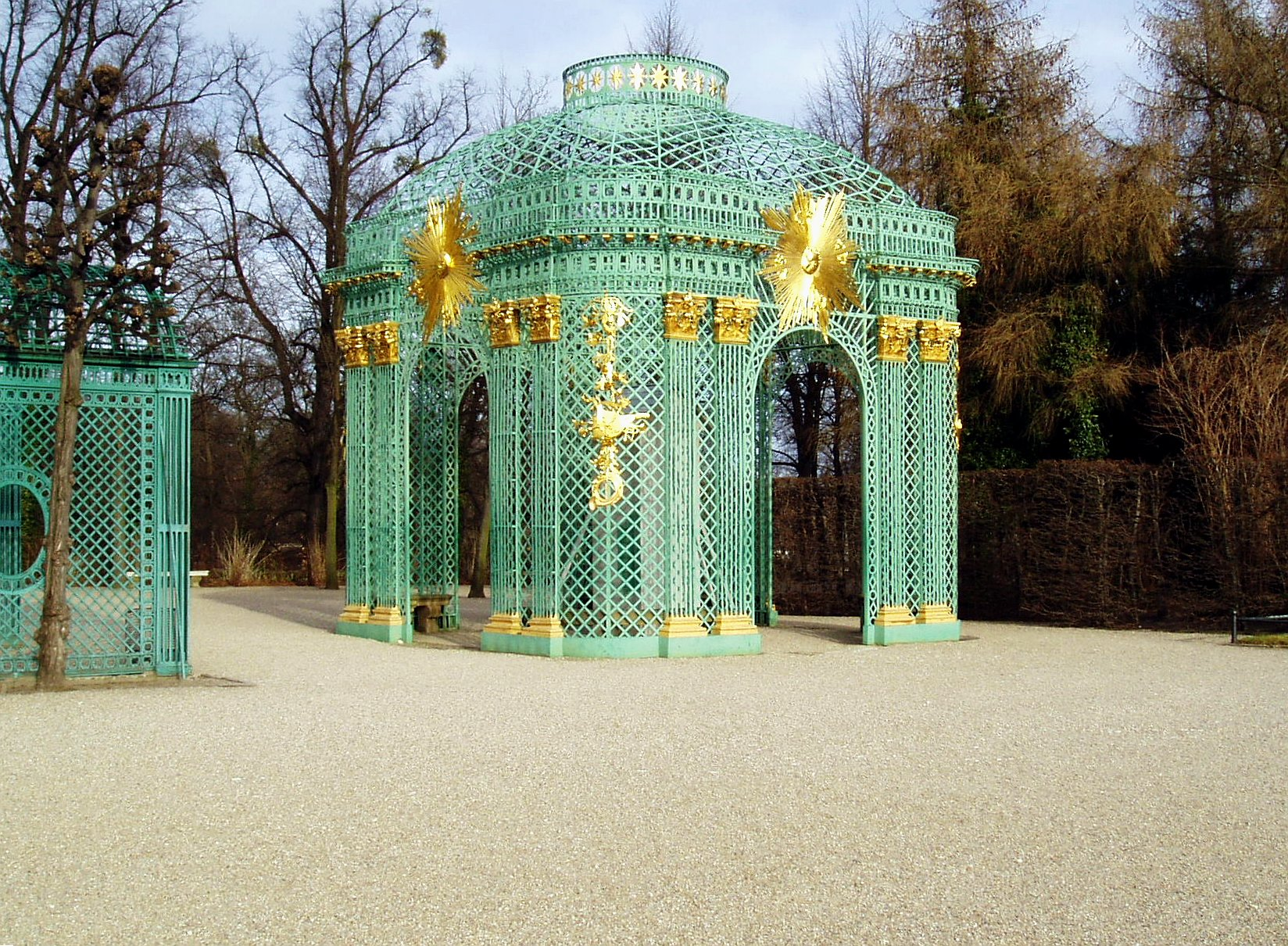
كشك الحديقة في سانسوسي